# Schausisca
Schausisca is een geslacht van vlinders van de familie van de Houtboorders (Cossidae), uit de onderfamilie van de Hypoptinae. De wetenschappelijke naam en de beschrijving van dit geslacht werden voor het eerst in 1989 gepubliceerd door Patricia Gentili.
De soorten van dit geslacht komen voor in Zuid-Amerika.

## Soorten
- Schausisca desantisi Gentili, 1989
- Schausisca marmorata Gentili, 1989